# استادیار
استادیار (به انگلیسی: Assistant professor) از مراتب علمی دانشگاهی برای اعضای هیئت علمی است. در ایران این مرتبه بالاتر از مرتبهٔ مربی و پایین‌تر از مرتبهٔ دانشیاری است.هر چند که مرتبه مربی اکنون از هیئت علمی دانشگاه‌ها حذف شده است. تا ۲۸ تیرماه ۱۴۰۳ مراتب دانشگاهی بعنوان مدرس این چنین می باشد: 
*استاد ممتاز
*استاد
*دانشیار
*استادیار
مربی، عضوی از هیئت علمی بود که برای آن مدرک دکتری نیاز نبود و پایین ترین مرتبه تدریس‌گر دانشگاه بود که قبل از استادیاری قرار داشت. افراد فوق لیسانسه با رده های علمی بالا نیز حق مربی گری را داشتند. اما اکنون از درجه استادیار به بالا حتماً باید دارای مدرک دکتری در رشته تحصیلی مربوطه بود. بر اثر گذشت زمان درجه های بالاتر حاصل نمی شود گرچه این پارامتر نیز از معیارهای ارتقاء درجه است. اما ملاک های اصلی تعداد مقالات معتبر و پراستناد داخلی و به خصوص بین المللی در سایت هایی نظیر ISI, Sid, و Google Schoolar و همچنین تعداد دانشجویان فارغ التحصیل دکتری و کارشناسی ارشد تعلیم داده شده و اعتبار و شهرت دانشگاه محل تدریس است. 